# Spiros Markezinis
Spirídon "Spiros" Markezinis (Atenes, 22 d'abril de 1909 - Atenes, 3 de gener de 2000) va ser un advocat i polític grec, membre del Vouli ton Ellinon (Parlament Grec) i per curt període Primer Ministre de Grècia durant l'intent de la Junta Militar Grega (1967-1974) de Georgios Papadópulos.